# Eureka (program telewizyjny)
Eureka – jeden z najstarszych polskich telewizyjnych programów edukacyjnych; pierwsza emisja w dniu 4 września 1957.
Magazynową formułę programu na żywo wymyślili Maria Korotyńska i Ignacy Waniewicz. Niebawem długoletnim kierownikiem redakcji został Jerzy Wunderlich. W zespole dziennikarzy programu pracowali: Andrzej Mosz, Rafał Skibiński, Zbigniew Zdanowicz, Teodor Zubowicz. Do zespołu dołączył też Andrzej Kurek, a w ostatnim okresie Marek Siudym.
Zadaniem każdego z dziennikarzy było opracowanie 1-2 tematów i przedstawienie w studiu. Każdy temat był ilustrowany odpowiednio filmem, planszami, zdjęciami, eksponatami bądź wykresami.
Z Eureki wywodziły się inne programy popularnonaukowe polskiej telewizji, jak: Człowiek, Ziemia, Kosmos Teodora Zubowicza, Przyjemne z pożytecznym Andrzeja Mosza, czy program Sonda.
Zawartość przykładowej audycji, emitowanej 10 września 1962 roku:
W programie zawarto cztery tematy:
- Instytut Informacji Naukowej, gość dyr. Piróg, autor Jerzy Wunderlich;
- Mariner II, plansze i film, autor Rafał Skibiński;
- Wenus, plansze, fotosy, autor Andrzej Mosz;
- Satelici-szpiedzy, autorzy mgr inż. Teodor Zubowicz, Andrzej Mosz.

Sygnałem wywoławczym programu był leitmotiv ronda z baletu Les biches Francisa Poulenca.